# ジェイソン・ベッツ
ジェイソン･ベッツ博士(Dr. Jason Betts)は超能力を持つオーストラリアのタスマニア州出身のIQテスト作成者であり、IQ値による格付けされた世界天才紳士録の設立者および編集者でもある。 彼は超能力者として幾つかの賞を得ており、ABCのABC's UnbelievableやAndrew DaddoのThe Oneのシーズン1に登場している。
 彼はトゥディ･トゥナイトによって「オーストラリアの最高超能力者」として言及された。彼は神秘薔薇団体の座長であり、メンサ･インターナショナルとトリプル･ナインとプロメテウス協会の会員でもある。

## 経歴
ベッツは1988年に臨死体験をし、そのことが彼を薬学と数学と物理学と科学を学ぶための動機付けとなった。
彼は大学院生としても学び、彼は1995年に超能力展覧会を主催するタスマニアスピリチュアルアドバイザー協会を設立した。彼は形而上学と治療マッサージと鍼治療と日本の伝統であるレイキと占星術とホメオパシーと多くの自然療法を習得した。 
ベッツは地域の国立メディア市場に超能力者として出演した。彼は89.3 LAFM上に超能力リーディングとして登場し、ABC放送のUnbelievableと同じく「THE　ONE」のシーズン1にも出演した。 彼は超能力実演中継のESO TVにも出演した。
ベッツは2010年にデボンポート超能力博覧会を主催する組織を設立した。彼は2005年に｢Maths Experiments: A Practical Resource Book for Year 9｣を出版した。 彼は「On-Line Encyclopedia of Integer Sequences」を3冊出版した。それらは｢6角形の左右対称からなる中心円の数｣を含み、0と1だけを使用した最小数としての素数の数列の問題を提示している。

## 賞賛と名誉
- 2010 オーストラリア超能力協会によるタスマニア超能力者最優秀賞[16]
- 2008 オーストラリア超能力協会によるオーストラリア超能力者最優秀賞[17]